# Chilocorsia
Chilocorsia és un gènere d'arnes de la família Crambidae. Conté només una espècie, Chilocorsia punctinotalis, que es troba a l'Equador (província de Loja).